# Chavannes-les-Grands
Chavannes-les-Grands település Franciaországban, Territoire de Belfort megyében. Lakosainak száma 343 fő (2022. január 1.). Chavannes-les-Grands Magny, Altenach, Manspach, Montreux-Jeune, Romagny, Bretagne, Chavanatte, Florimont és Vellescot községekkel határos.

## Népesség
A település népességének változása:
| Lakosok száma | 328  | 335  | 341  | 338  | 341  | 344  | 340  | 342  | 343  |
|               | 2013 | 2015 | 2016 | 2017 | 2018 | 2019 | 2020 | 2021 | 2022 |